# Ilagan
Ilagan ist sowohl der Sitz der Provinzverwaltung als auch die bevölkerungsreichste Verwaltungsgemeinde der Provinz Isabela im Bezirk Cagayan Valley auf den Philippinen. In Ilagan fließen die beiden Flüsse Cagayan und Abuluan zusammen. Die Stadt ist auch kulturelles und wirtschaftliches Zentrum der Region. Am 21. Mai 2012 wurde die Stadtgemeinde zur Component City erhoben.
Am 1. August 2015 hatte sie 145.568 Einwohner, die in 91 Barangays lebten. Ilagan ist Sitz des Bistums Ilagan. In Ilagan liegt der Fuyot Spring National Park, im Barangay Santa Victoria.

## Barangays
| - Alibagu - Alinguigan 1st - Alinguigan 2nd - Alinguigan 3rd - Anggasian - Arusip - Baculud - Bagong Silang - Bagumbayan - Baligatan - Ballacong - Bangag - Batong Labang - Bigao - Bliss Village - Cabannugan 1st - Cabannugan 2nd - Cabisera 10 - Cabisera 17 - Cabisera 19 - Cabisera 2 - Cabisera 22 - Cabisera 23 | - Cabisera 25 - Cabisera 27 - Cabisera 3 - Cabisera 4 - Cabisera 5 - Cabisera 6 & 24 - Cabisera 7 - Cabisera 8 - Cabisera 9 - Cadu - Calamagui 1st - Calamagui 2nd - Camunatan - Capelan - Capo - Carikkikan Norte - Carikkikan Sur - Casisera 14 & 16 - Centro - Centro San Antonio - Fugu - Fuyo - Gayong-gayong Norte | - Gayong-gayong Sur - Guinatan - Lullutan - Malalam - Malasin - Manaring - Mangkuram - Marana 1st - Marana 2nd - Marana 3rd - Minabang - Morado - Naguilian Norte - Naguilian Sur - Namnama - Nanaguan - Osmeña - Paliueg - Pasa - Pilar - Quimalabasa - Rang-ayan - Rugao | - Salindingan - San Andres - San Felipe - San Ignacio - San Isidro - San Juan - San Lorenzo - San Pablo - San Rodrigo - San Vicente - Siffu - Sindon Bayabo - Sindon Maride - Sipay - Sta. Barbara - Sta. Catalina - Sta. Isabel Norte - Sta. Isabel Sur - Sta. Victoria - Sto. Tomas - Tangcul - Villa Imelda |